# Каролін (Гомельський район)
Каролін (біл. Каралін) — селище в Терюській сільській раді Гомельського району Гомельської області Республіки Білорусь.

## Географія

### Розташування
За 5 км від залізничної станції Терюха (на лінії Гомель — Чернігів), 27 км на південь від Гомеля.

## Транспортна мережа
Транспортні зв'язки степовою, потім автомобільною дорогою Терюха — Гомель. Планування складається із прямолінійної широтної вулиці. Забудова двостороння, дерев'яна, садибного типу.

## Історія
Засноване на початку XX століття переселенцями із сусідніх сіл. У 1926 році у Хуторянській сільраді Носовицького району Гомельського округу. 1930 року жителі вступили до колгоспу. Під час німецько-радянської війни звільнено від окупантів 28 вересня 1943 року 9 жителів загинули на фронті. У 1959 році у складі радгоспу «Соціалізм» (центр — село Терюха).

## Населення

### Чисельність
- 2009 — 55 мешканців.